# Cynocephalus volans
Il colugo delle Filippine o galeopiteco delle Filippine (Cynocephalus volans Linnaeus, 1758), impropriamente detto anche  lemure volante delle Filippine, è un mammifero asiatico della famiglia dei Cinocefalidi, a cui appartiene un'altra sola specie vivente, il lemure volante della Sonda (Galeopterus variegatus).

## Descrizione

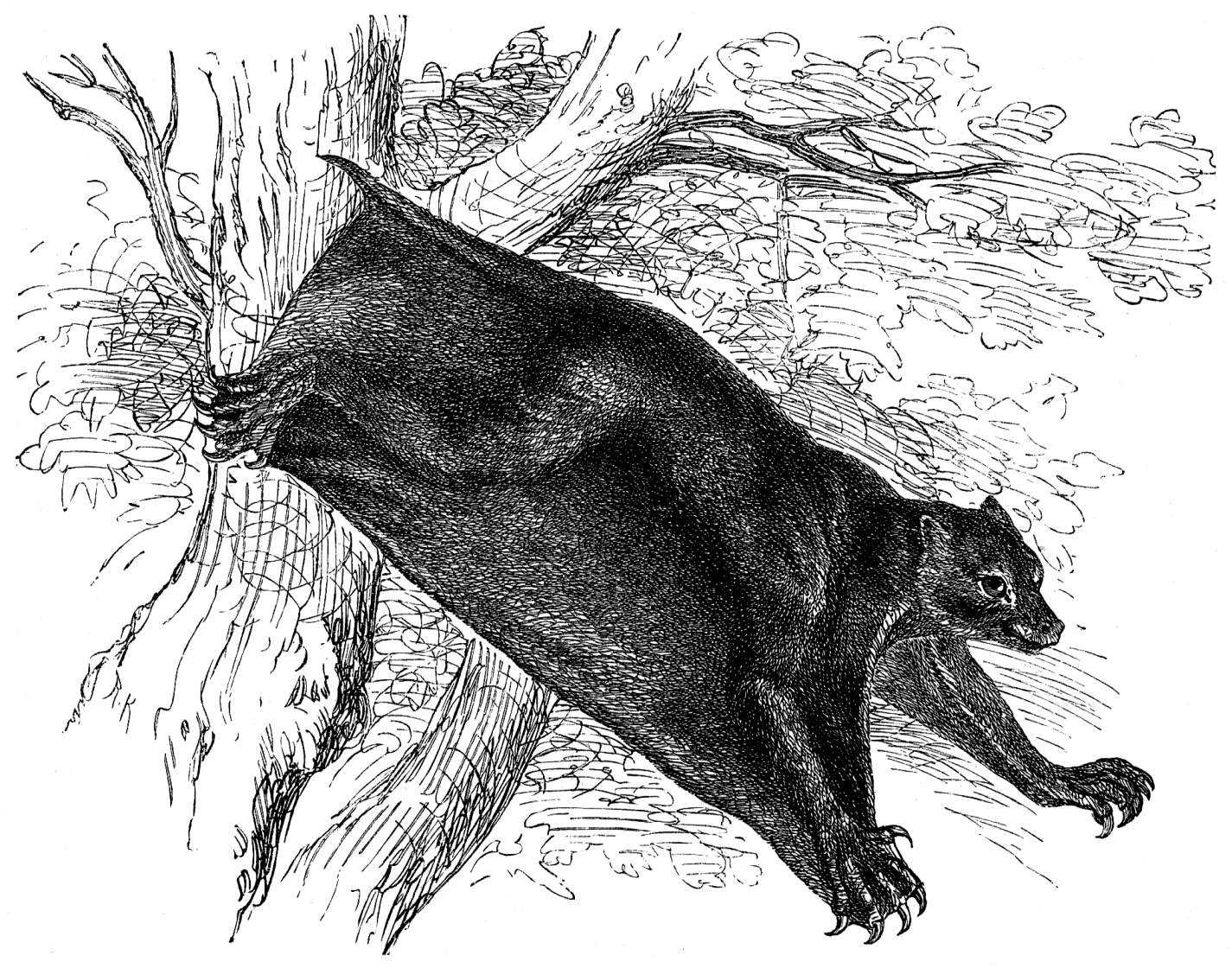
Colugo delle Filippine in un'illustrazione di Brehm del 1883

Nonostante il nome comune, non hanno nulla a che vedere con i lemuri. Hanno piuttosto le dimensioni e la conformazione di un gatto, con un muso affusolato ed una faccia che ricorda quella di un pipistrello, grandi occhi e piccole orecchie arrotondate. 

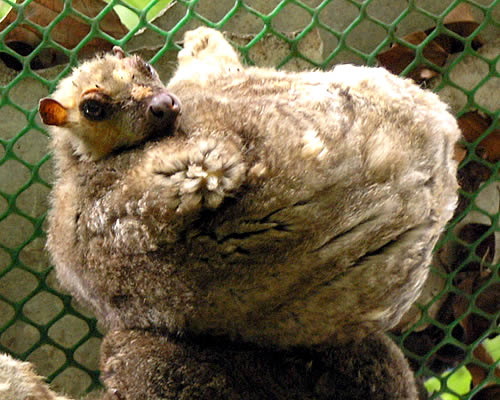
Cynocephalus volans

Come gli altri dermotteri è dotato di un'ampia membrana, detta patagio, che si tende dal collo alle punte delle dita dei quattro arti e alla coda.

## Biologia
Sono animali esclusivamente arboricoli e di abitudini crepuscolari-notturne.
Il patagio consente loro di spostarsi planando elegantemente da un albero all'altro, coprendo con un salto distanze di oltre cento metri.
La loro dieta consiste di foglie, germogli, fiori e frutti.

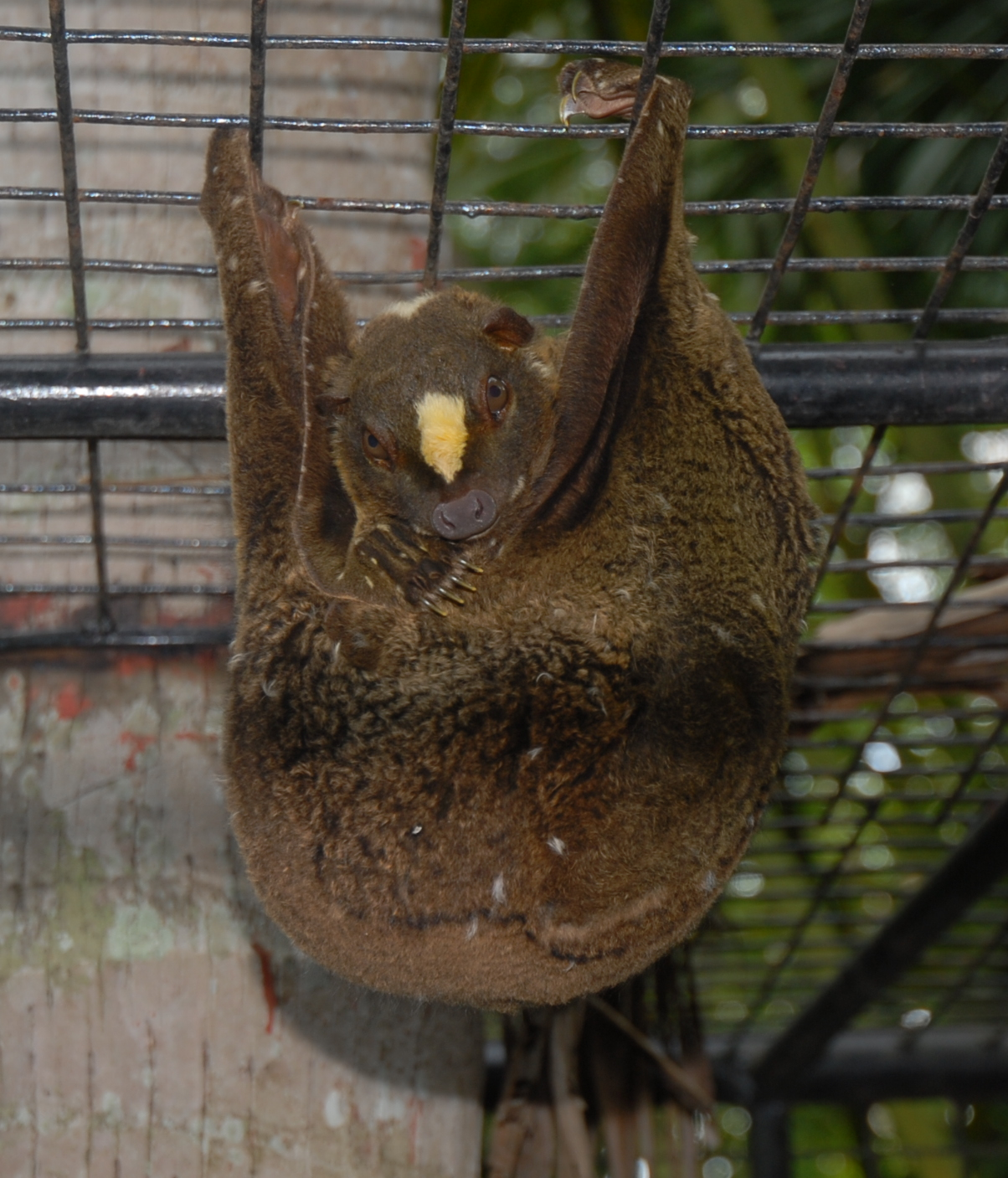

La gestazione dura circa 60 giorni. Si riproducono con un ritmo molto lento, il che li rende particolarmente suscettibili alle minacce ambientali.

## Distribuzione e habitat
Questo piccolo mammifero è diffuso nelle isole Mindanao, Basilan, Biliran, Bohol, Dinagat, Leyte, Maripí, Samar, Siargao e Tongquil, dell'arcipelago filippino.
Abita pianure e zone montagnose, fittamente alberate a foresta. Si trova anche nelle piantagioni di cocco e albero della gomma e raramente scende a terra.

## Status e conservazione
In passato la Zoological Society of London, in base a criteri di unicità evolutiva e di relativa esiguità della popolazione, ha considerato Cynocephalus volans una delle 100 specie di mammiferi a maggiore rischio di estinzione.
I successivi monitoraggi dell'andamento della popolazione hanno mostrato una certa stabilità e pertanto la specie è considerata a basso rischio (Least Concern) in base ai criteri della IUCN Red List of Threatened Species.